# Siilasjärvi (Jukkasjärvi socken, Lappland)
Siilasjärvi är en sjö i Kiruna kommun i Lappland och ingår i Torneälvens huvudavrinningsområde. Sjön är 5,9 meter djup, har en yta på 0,902 kvadratkilometer och befinner sig 358,2 meter över havet.

## Delavrinningsområde
Siilasjärvi ingår i det delavrinningsområde (755556-174971) som SMHI kallar för Utloppet av Siilasjärvi. Medelhöjden är 407 meter över havet och ytan är 36,42 kvadratkilometer. Det finns inga avrinningsområden uppströms utan avrinningsområdet är högsta punkten. Parasjoki som avvattnar avrinningsområdet har biflödesordning 4, vilket innebär att vattnet flödar genom totalt 4 vattendrag innan det når havet efter 369 kilometer. Avrinningsområdet består mestadels av skog (70 procent) och sankmarker (25 procent). Avrinningsområdet har 1,32 kvadratkilometer vattenytor vilket ger det en sjöprocent på 3,6 procent.